# Biologi 2
Biologi 2 är en kurs för gymnasieskolan och vuxenutbildningen i Sverige enligt läroplanen Gy 2011. Den bygger på biologikunskaper från Biologi 1 och omfattar 100 gymnasiepoäng. Kursen läses vanligtvis av elever på naturvetenskapsprogrammet på en eller flera terminer. Från och med läsåret 2011/2012 har den ersatt Biologi B (Lpf 94), men omfattar 100 poäng istället för 50. 

## Centralt innehåll
Enligt Skolverket ska kursen behandla följande centrala innehåll:

### Cell- och molekylärbiologi
- Cellers livscykler och differentiering, utveckling från ägg till vuxen. Cellers kommunikation.
- Celldelars funktion. Livsprocesser och regleringen av dem, till exempel fotosyntes, metabolism och transport över membran. Evolutionärt perspektiv på molekylärbiologi.
- Cell- och molekylärbiologins användningsområden. Möjligheter, risker och etiska frågor.

### Organismens funktion
- Fysiologi hos människan och andra djur. Organsystem och deras uppbyggnad, funktion och samspel. Hormonsystemets och nervsystemets reglering av organismen.
- Samband mellan evolution och organismernas funktionella byggnad och livsprocesser.
- Immunsystem, smittspridning och infektion. Virus byggnad, funktion och reproduktion.
- Mikroorganismer och deras betydelse för hälsa och sjukdom. Antibiotika och evolutionära processer.
- Samband mellan levnadsförhållanden, hälsa och sjukdom. Etik i medicinska frågor.
- Vad som händer i kroppen under menstruation, förälskelse, sex och graviditet. Hur sexuellt överförbara sjukdomar och oönskade graviditeter kan förebyggas.
- Livscykler och fysiologi hos växter och svampar.
- Användning av modern utrustning vid fysiologiska undersökningar och laborationer.

### Biologins karaktär och arbetsmetoder
- Modeller och teorier som idealiseringar av verkligheten. Modellers och teoriers giltighetsområden samt hur de kan utvecklas, generaliseras eller ersättas av andra modeller och teorier över tid.
- Avgränsning och studier av problem och frågor med hjälp av biologiska resonemang.
- Det experimentella arbetets betydelse för att testa, omvärdera och revidera hypoteser, teorier och modeller.
- Planering och genomförande av fältstudier, experiment och observationer samt formulering och prövning av hypoteser i samband med dessa. Utvärdering av resultat och slutsatser genom analys av metodval, arbetsprocess och felkällor.
- Fysiologiska undersökningar och laborationer inklusive användning av modern utrustning. Enklare molekylärbiologiska metoder. Sterilteknik och odling av bakterier.
- Användning av genetiska data för studier av biologiska sammanhang.
- Frågor om religion, etik och hållbar utveckling kopplade till biologins olika arbetssätt och verksamhetsområden.